# El Tepozán

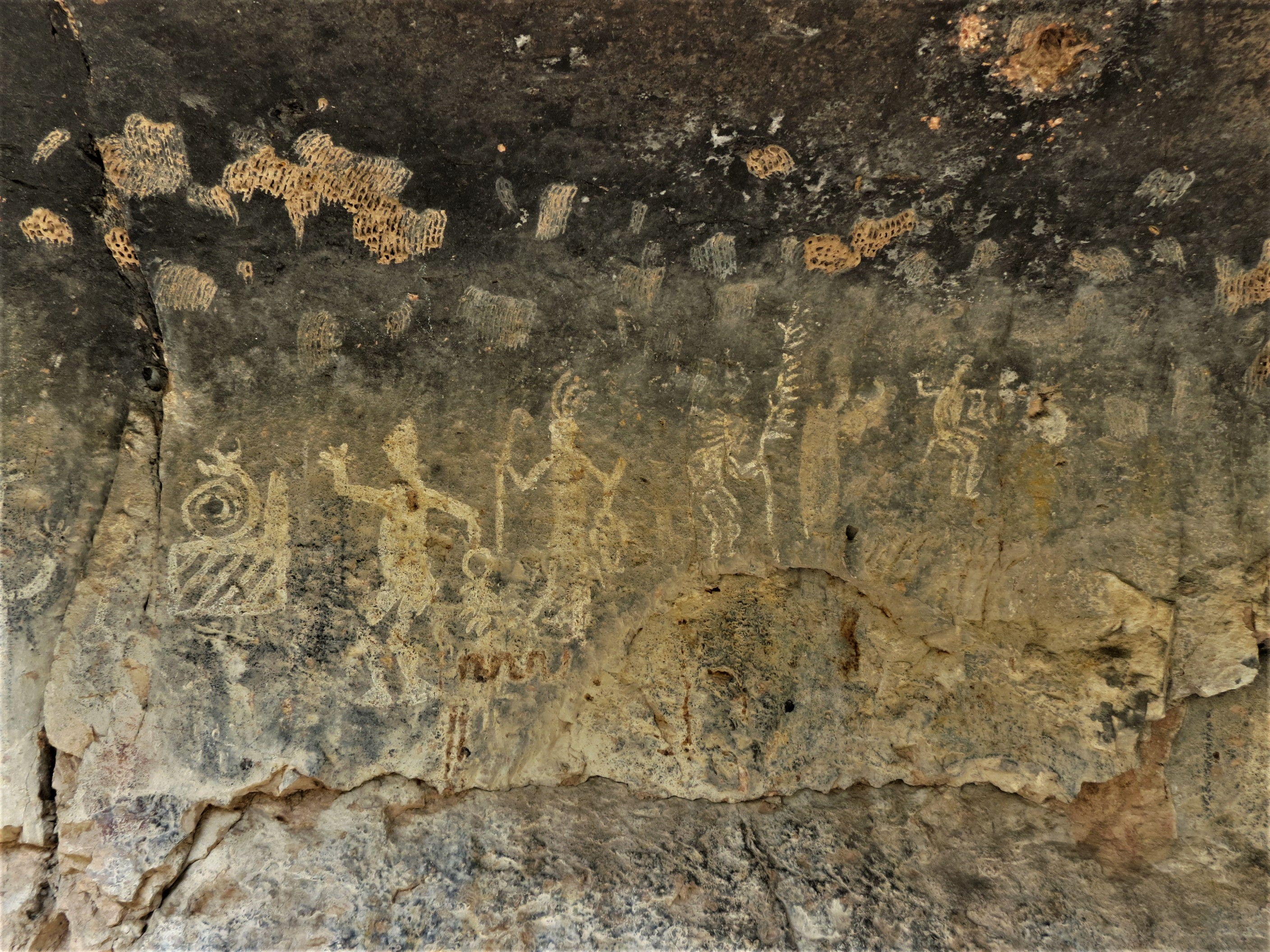
Muro izquierdo de las pinturas rupestres de El Tepozán, en Calvillo, Aguascalientes, México.

En México, las pinturas rupestres de El Tepozán, localizadas en la cueva denominada "El Meco", en el municipio de Calvillo, en el estado de Aguascalientes, son figuras antropomorfas de diversos colores, con superposiciones que corresponden a distintas épocas.

## Ubicación
La cueva se ubica en el municipio de Calvillo, en el estado de Aguascalientes. El acceso es difícil, y está en una zona serrana.

## Descripción

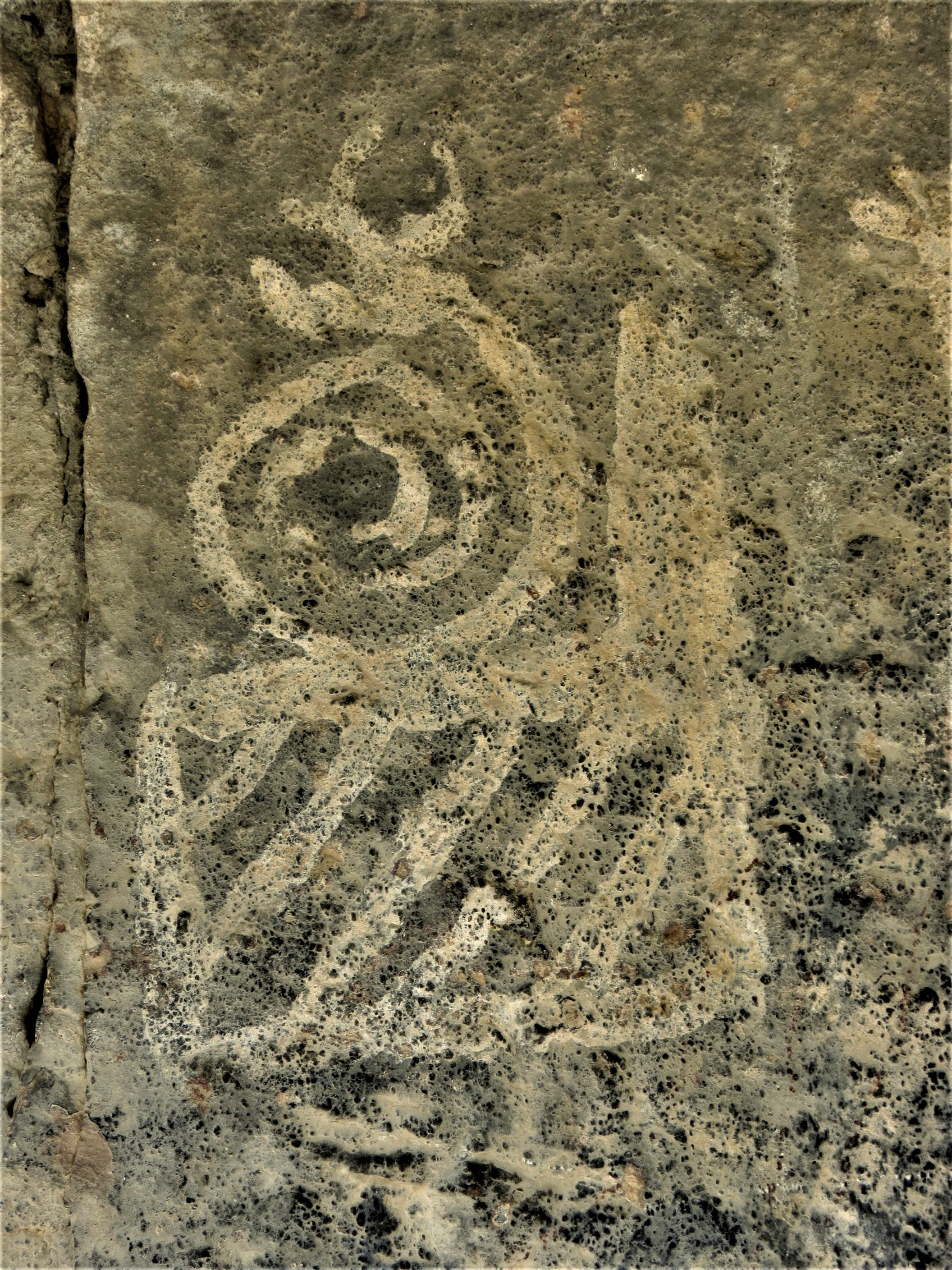
Representación de la 'serpiente cornuda' en El Tepozán.

Las pinturas se encuentran en un muro de unos 35 a 40 metros. Hay pinturas de cuatro etapas históricas:
- Primera etapa: 200 d. C.
- Segunda etapa: 600 d. C.
- Tercera etapa: 900 d. C.
- Cuarta etapa: época novohispana.

## Iconografía
Hay pinturas con símbolos cristianos. En la etapa epiclásica, se pueden ver símbolos en color blanco, en el que destaca una serpiente cornuda, que es un símbolo mesoamericano. La serpiente cornuda se encuentra en un trono, y junto a ella aparece una procesión de sacerdotes y ancianos (tiene bastones, ofrendas y penachos).